# Srednje Bitnje
Srednje Bitnje je naselje u slovenskoj Općini Kranju. Srednje Bitnje se nalazi u pokrajini Gorenjskoj i statističkoj regiji Gorenjskoj. 

## Stanovništvo
Prema popisu stanovništva iz 2002. godine naselje je imalo 540 stanovnika.